# Senapsgas

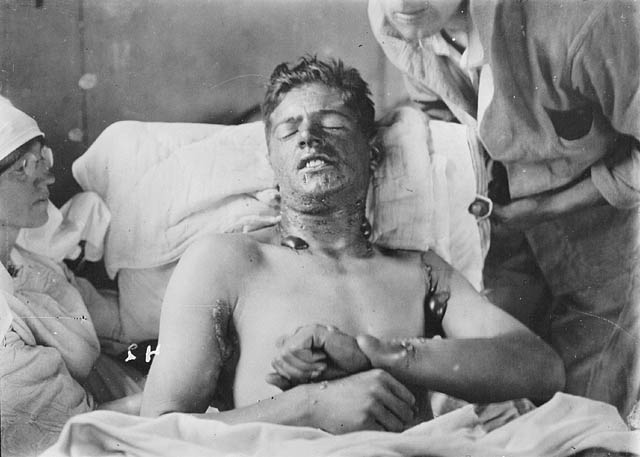
En kanadensisk soldat med brännskador efter att ha utsatts för senapsgas under första världskriget.

Senapsgas eller yperit är ett kemiskt stridsmedel vars systematiska namn är bis(2-kloretyl)sulfid. Den verkar genom att ge skador liknande brännskador på utsatta kroppsdelar ett antal timmar efter exponeringen. Ämnet är sällan direkt dödligt, men på längre sikt kan det ge kraftigt nedsatt immunförsvar och cancer.

## Etymologi
Namnet senapsgas kommer från att gasen doftar svagt av senap eller vitlök.

## Historia

### Tillkomst
Gasen uppfanns gemensamt av forskare på det tyska kemiföretaget Bayer och Kaiser Wilhelm-institutet för kemi år 1916. På tyska kallades gasen till en början för LOST efter de två första bokstävernas i uppfinnarnas efternamn, Lommel och Wilhelm Steinkopf.
Benämningen gas är något oegentlig eftersom den är svårflyktig och framför allt används som aerosol.

### Användning
Senapsgas användes för första gången i strid 12 juli 1917 under första världskriget mot brittiska förband nära Ypres, därav ett av namnen på gasen – yperit. Ämnet användes främst under slutet av år 1917 och sedan hela 1918. Fritz Haber var en av kemisterna bakom specifikt vapenanvändningen av ämnet. Senare under 1900-talet användes det i Italiens kolonialkrig mot Abessinien år 1935 mot trupper utan något gasskydd, och under Iran–Irak-kriget 1980-1988 av Irak.

### Svenska planer
Efter första världskriget hade Sverige inget kunnande om den nya kemiska stridsföringen men en försöksverksamhet med syfte om att undersöka förutsättningar för svensk produktion inrättades i Lund. Senapsgas var den mest intressanta föreningen och olika framställningsmetoder provades under 1920- och 1930-talen. 1939 fick man erbjudande om att köpa en komplett fabrik från Amerika, och tog då även upp kontakter i Tyskland och Italien som båda också erbjöd kompletta lösningar. Sverige köpte in licens och ritningar från Italien för att uppföra en egen anläggning för produktion av senapsgas genom att bygga en produktionsanläggning i Bofors som konstruerats av det italienska företaget Dinamite Nobel och en granat och bombladdingsmaskin för senapsgas inköptes från Tyskland. Anläggningen beslutades dock av överbefälhavarare Olof Thörnell att inte byggas år 1940 då det inte bedömdes som troligt att stridsgasen skulle bli något avgörande vapen i andra världskriget som då precis brutit ut och ställde höga krav på upprustning av försvaret och prioritering.
Frågan om svensk tillverkning av stridsgaser restes igen i slutet på 1940-talet då professor Gustaf Ljunggren skrev en rapport där han påpekade att området utvecklades aktivt i andra länder. FOA utredde saken och la 1954 fram en rapport som förordade att Sverige borde bygga en fabrik för framställning av sarin och en för senapsgas. Inget beslut om anläggande av sådana fattades, framför allt för att utredningen väckte en mängd nya frågor om hur stridsgaserna i praktiken skulle användas i strid. När FOA 1961 sammanställde nästa utredning hade man fått insikt i amerikansk utveckling av nervgaser och ansåg det mer intressant att i kombination med sarin ha någon annan nervgas som kunde spridas i aerosolform som är mindre flyktig och senapsgas var därför mindre aktuellt för svenska försvaret.

### Dumpning av oanvänd gas
Efter andra världskriget dumpade Sovjetunionen trots skarpa protester från bland annat Sverige stora mängder oanvänd beslagtagen tysk senapsgas i Östersjön. På svenskt vatten finns två dumpningsområden: ett utanför fyren Måseskär i Skagerrak och ett sydost om Gotland. Denna dumpade senapsgas vållar ibland problem för fiskare som får upp läckande tunnor i sina nät. Det har hänt att fiskare fått svåra skador av nät som kommit i kontakt med senapsgas. Amerikanska flottan sänkte sin beslagtagna senapsgas i Nordsjön.
Enligt Konventionen om förbud mot utveckling, produktion och lagring av kemiska vapen samt om förstörelse av dessa, som antogs i Paris 13 januari 1993, ska alla förråd på sikt förstöras.

## Exponering
Senapsgas har ingen färg och är därför svår att upptäcka. Områden som kontaminerats av senapsgas blir otillgängliga i flera dagar eftersom ämnet ligger kvar utspridd i vätskeform och omöjliggör för oskyddade att röra sig i området. Speciellt farligt kan det bli på kalla dagar, eftersom senapsgas fryser redan vid 13 °C. Soldaterna kan då omedvetet få med sig frusen gas in i uppvärmda utrymmen, där den sedan tinar och orsakar skador.
Senapsgas kan färdas tämligen långt med vinden. Inandning är en form av exponering. Människor kan också exponeras för gasen genom att den släpps ut i vattnet och kontaminera dricksvattnet. Flytande senapsgas kan också under vissa omständigheter intas via föda. Den luftburna exponeringen är värre vid låga höjder eftersom gasen är tyngre än luft.
Symtomen på förgiftning är dosrelaterad samt relaterad till hur länge exponeringen äger rum. Liten och kortvarig exponering yttrar sig i hudskador, ögonirritation, och andningsproblem. Inom 48 timmar får personen gulaktiga blåsor på huden, erytem och klåda. Ögonen börjar rinna, sväller upp och smärtar inom 12 timmar. Näsan börjar rinna, personen börjar nysa, får näsblod, svårt att andas och hosta, inom 12 timmar. Personen kan drabbas av diarré, magont, feber och kräkningar. Värre exponering förstör DNA, i synnerhet i benmärgen. Den direkta följden är minskat antal röda och vita blodkroppar och minskat antal blodceller (aplastisk anemi). Ögonproblemen kan förvärras till blindhet. Hudproblemen kan ge tredje gradens brännskador. Dödligheten på kort sikt är mycket låg. De som dör direkt gör det till följd av andningsproblem eller hudproblem. Dess mutageniska effekt kan långsiktigt vara dödlig eftersom det innebär en kraftigt förhöjd cancerrisk.